# Francisco José de Lacerda e Almeida
Francisco José de Lacerda e Almeida (São Paulo, 1753- Cazembe (hoy Zambia), 1798), caballero de la Orden de Cristo, doctor en Matemáticas por la Universidad de Coímbra, Lente de la Real Academia de Guardias Marinas de Lisboa, miembro de la Academia de las Ciencias de Lisboa, capitán de fragata y gobernador de los Ríos de Sena, fue uno de los mayores viajeros y exploradores del siglo XVIII.
Durante  años recorrió gran parte de América del Sur, por vías fluviales navegables, incluyendo Belém do Pará, Vila Bela y São Paulo en la campaña de demarcación de la frontera entre Brasil y la América española. Más tarde, recorrió parte de Mozambique y de la actual Zambia, en la que sería la primera tentativa científica de travesía de África. Magnus Roberto de Mello escribió de él: «La demarcación de las fronteras de América del Sur y la expedición de la travesía de África se encuentran entre las mayores aventuras científicas del siglo XVIII. Lacerda e Almeida participó en ambas».

## Biografía

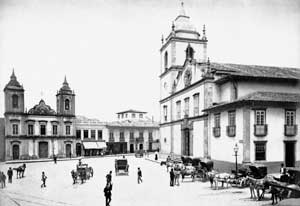
ALa antigua Sé (catedral) de São Paulo, donde fue bautizado Lacerda e Almeida en 1753.

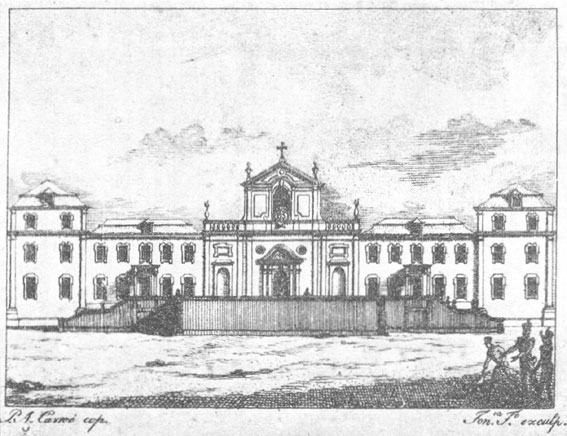
La Real Academia de la Armada de Lisboa, donde Lacerda e Almeida fue profesor

### Primeros años
Francisco José de Lacerda e Almeida era hijo del capitán portugués José Antonio de Lacerda y de la luso-brasileña de Itu, Francisca de Almeida País. El capitán Lacerda, nacido en Leiría, había emigrado a São Paulo, donde era propietario de una de las tres farmacias existentes allí en 1765, situada en la actual Praça da Sé.
Por parte de madre, cuya familia fue descrita por Pedro Taques  en su obra Nobiliarquia Paulistana Histórica e Genealógica (títulos Taques Pompeus, Laras e Godoys), Lacerda e Almeida descendía de algunos de los primeros pobladores de São Vicente como Estêvão Gomes da Costa o Garcia Rodrigues, de conocidos sertanistas y bandeirantes como Lourenço Castanho Taques, el primer descubridor de las minas de oro en Brasil, que «habiendo recibido una invitación del príncipe regente Dom Pedro en 1674 por el descubrimiento de oro y plata (...) resolvió con sus cabezas y fuerza de las armas penetrar en el interior de los gentíos Cataguases (...) y consiguió el 1.er conocimiento de las minas, al principio llamadas de Cataguazes, y más tarde (...) llamadas Minas Gerais»

### Formación
Lacerda e Almeida era parte de la elite brasileña que a finales del siglo XVIII fue a estudiar a la Universidad de Coímbra, entonces recientemente renovada por el Marquês de Pombal. No se sabe dónde realizó sus primeros estudios, pero los registros de la Universidad de Coímbra indican que en 1772, Lacerda e Almeida ya se encontraba matriculado en el 2.° año de Filosofía y en el 1.er año de Matemáticas.
Con él se encontraban otros brasileiros, incluyendo a su futuro compañero de trabajo en Brasil, el mineiro Antônio Pires da Silva Pontes. En 1777, a los veinticuatro años, recibió el grado de doctor en Matemáticas y Astronomía, fue aprobado nemine discrepante.

### Demarcación de las fronteras de Brasil
En 1780 Lacerda e Almeida y su colega Antonio Pires da Silva Pontes, también doctorado de la Universidad de Coímbra, recibieron el mandato de tomar las medidas astronómicas necesarias para la demarcación de los límites fronterizos del Mato Grosso con las colonias españolas. La misión demarcadora, que dejó Lisboa en 1780 con destino a Belém do Pará, era un desdoblamiento del Tratado de Santo Ildefonso, firmado en 1777.
De Belén, los astrónomos fueron a Vila Bela, en Mato Grosso, donde comenzaron a trabajar en la demarcación de fronteras. Lacerda e Almeida recibió una comisión para explorar las cuenca del río Guaporé y del río Paraguay. Por último, se dirigió a Cuiabá y de allí a São Paulo, donde llegó en 1790. Había pasado más de diez años explorando el interior de Brasil.
Lacerda e Almeida dejó una serie de diarios relacionados con cada etapa de su largo viaje por el interior de Brasil, así como mapas y tablas de latitudes y longitudes. Estos diarios fueron publicados en 1841 por orden de la Asamblea Legislativa de la Provincia de São Paulo, con el título de Diário da viagem do Dr. Francisco José de Lacerda e Almeida pelas capitanias do Pará, Rio Negro, Matto-Grosso, Cuyabá, e S. Paulo, nos annos de 1780 a 1790.

### Regreso a Portugal
Lacerda e Almeida regresó a Portugal en 1791, convirtiéndose en profesor de la Real Academia de Guardias Marinas. Mientras estuvo recorriendo el Brasil ya había sido elegido miembro de la Academia Real das Ciências.
En 1797, fue nombrado Gobernador de Ríos de Sena (Zambezia), en el África oriental, por el entonces ministro y secretario de Estado de la Marina y de Ultramar, Rodrigo de Sousa Coutinho. Tenía por misión específica hacer la travesía de África, entre Mozambique y Angola.

### Primera tentativa de la travesía de África

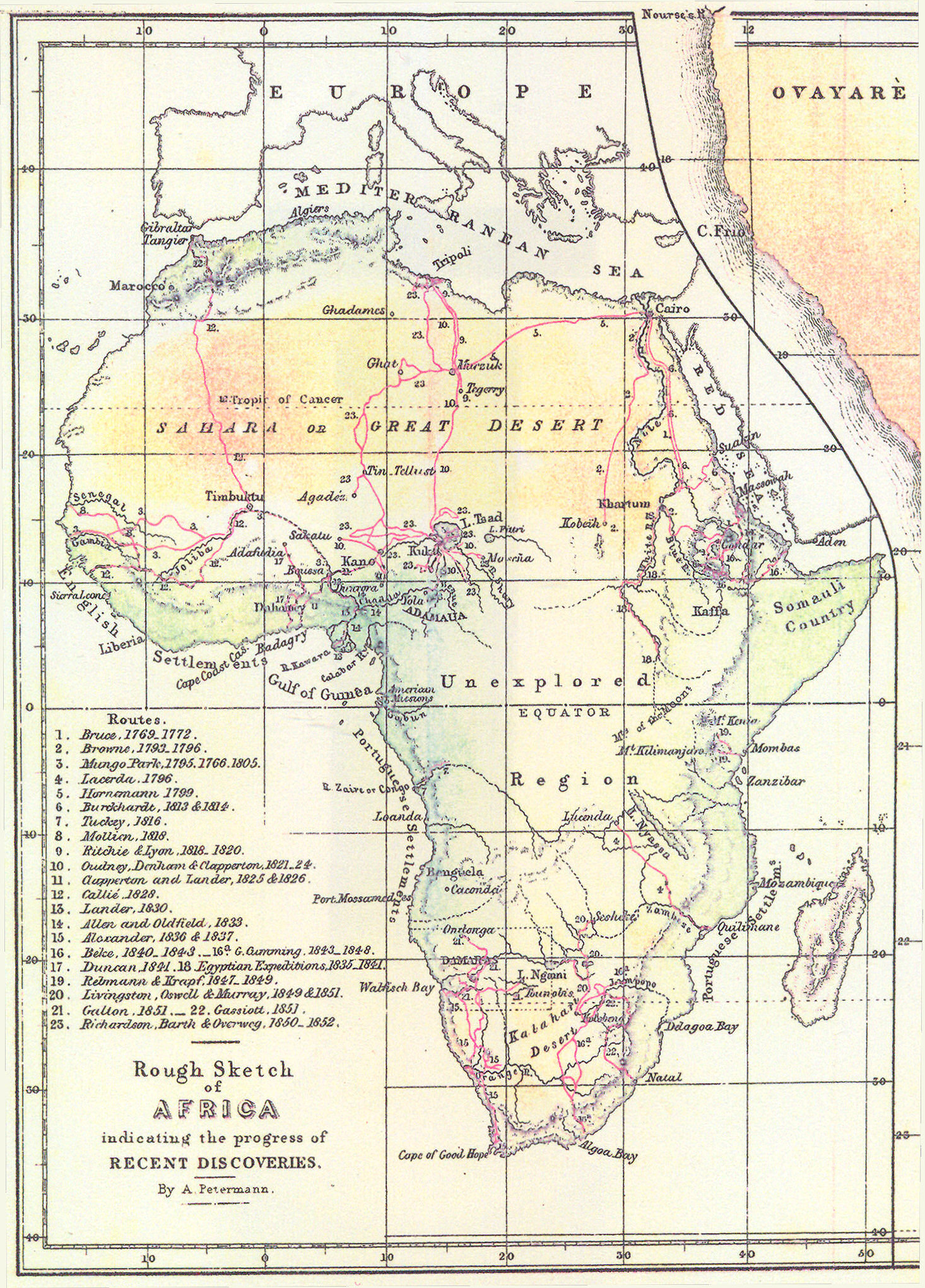
Mapa inglés mostrando la ruta del viaje de Lacerda e Almeida hasta Cazembe (ruta 4)

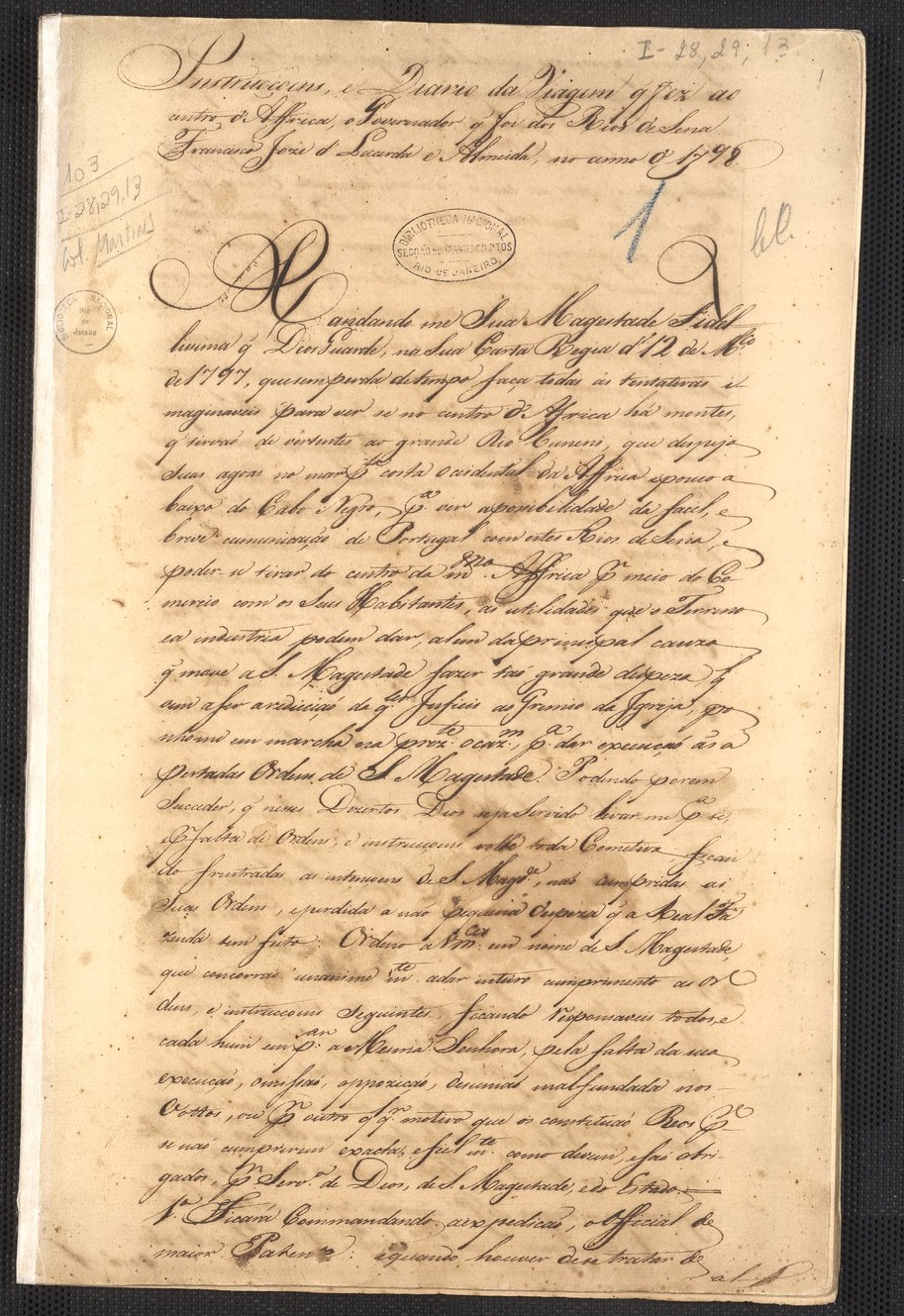
Diário de Lacerda e Almeida con instrucciones para continuar la misión

En octubre de 1797, Lacerda e Almeida ya se encontraba en Mozambique. En su Diário da viagem de Moçambique para os Rios de Senna sugiere que salió de Quelimane el 30 de octubre de 1797 y que llegó a Tete, capital de los Ríos de Sena, el 23 de enero del año siguiente.
Después de un período de varios meses de preparación. Lacerda e Almeida dirigió, entre julio y octubre de 1798, la que se convertiría en la «primeira expedição científica no sul da África Central (...) resultando na descoberta do Cazembe (...) e do lago Moero», en la frontera actual de Zambia con la República Democrática del Congo.
Después de haber recorrido más de 1300 km de Tete, Lacerda e Almeida llegó, ya enfermo y con fiebres, a Cazembe, entonces parte del reino de Lunda, el 3 de octubre de 1798, donde entró en contacto con el rey Muata Lequéza, 4.° soberano de Cazembe, que lo recibió como irmão (hermano). Dos semanas más tarde murió sin poder completar la travesía.
En su diario de viaje dejó órdenes expresas escritas a sus subordinados para que continuaran la misión. Sin embargo, hubo un levantamiento y la expedición regresó a Mozambique. Los hombres que permanecieron fieles al padre Francisco João Pinto, nombrado por el propio Lacerda e Almeida antes de su muerte para sucederle en el mando de la expedición, permanecieron unos meses en Cazembre pero volvieron a Tete sin tratar de ir a Angola, como estaba previsto en un principio.
El diario de viaje del explorador fue salvado y llevado a Tete y publicado por primera vez en Lisboa entre 1844 y 1845 en los Anais Marítimos e Coloniais por iniciativa de Marquês de Sá da Bandeira  acompañado por el diario de viaje de regreso a Tete del padre Francisco João Pinto. Estos documentos se traducirán posteriormente al inglés y fueron publicados en Londres en 1873 en una obra titulada The Lands of Cazembe: Lacerda´s journey to Cazembe in 1798 [Las Tierras de Kazembe: el viaje de Lacerda a Kazembe en 1798] por el explorador inglés Richard Francis Burton, quien escribió: «si el Dr. Lacerda no realizó su proyecto, su éxito parcial aumentó considerablemente nuestro conocimiento sobre el interior de África, (...) hasta que el Dr. Livingstone hubo regresado de su tercera expedición, los escritos de Lacerda deben seguir siendo autoridad».
En 1879, en uno de sus libros de historia, intitulado Os Grandes Navegadores do século XVIII (3.er volumen de la História Geral das Grandes Viagens e dos Grandes Viajantes), el escritor francés conocido e historiador Jules Verne, escribir tres páginas sobre Lacerda e Almeida , lamentando la falta de una documentación más completa sobre el explorador y expresando su «profundo pesar de no haber sido capaz (...) para escribir más extensamente sobre la historia de un hombre que hizo descubrimientos importantes, y para el cual la posteridad es deixando- supremamente injusto los olvidados» ".

## Homenajes

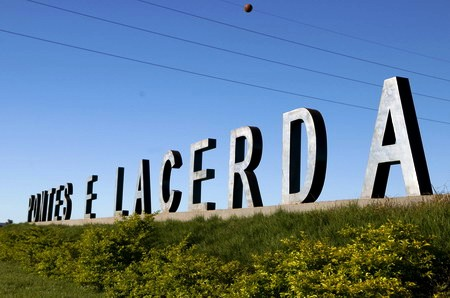
Trevo de Pontes e Lacerda en el Mato Grosso

La ciudad de Pontes e Lacerda, en el estado de Mato Grosso, fue nombrada en memoria de los dos científicos, Silva Pontes y Lacerda e Almeida, que dibujaron los primeros bocetos del mapa geográfico de las cuencas del Amazonas y del río de Plata.
Otros lugares de Brasil, como el rio Lacerda e Almeida, en el estado de Rondônia, o la isla Lacerda e Almeida en el río Paraná, en el Estado de São Paulo, fueron nombrados en homenaje a la labor llevada a cabo por Lacerda e Almeida en esas regiones.
En África, el primer homenaje fue una iniciativa del rey de Cazembe, que mandó instalar un "Maxâmo", a la memoria de Lacerda e Almeida, que el mayor Pedroso Gamito también tuvo la oportunidad de ver en 1832. El mayor Gamito dijo que los Maxâmos son "depósitos de Muatas [reyes] que Cazembes veneran como lugares sagrados".
En 1893, una población de Mozambique, en la margen derecha del Zambeze, recibió el nombre de Lacerdónia en honor del explorador.